# خویدک
خویدک، روستایی در دهستان فهرج بخش مرکزی شهرستان یزد در استان یزد ایران است.
خویدک در فاصله ۲۰ کیلومتری از استان یزد و در مسیر جاده یزد-بافق قرار دارد. آب و هوای سوزان صحرایی و نیمه صحرایی دارد. دارای تابستان‌های گرم و خشک و زمستان‌های سرد و خشک می‌باشد. قدمت این روستا به بیش از ۵۰۰۰ سال پیش بر می‌گردد.
این روستا در کتب قدیمی به عنوان یکی از سه راس قرآی ثلاثه یزد که «فهرج» و «سریزد» نیز شامل آنهاست، به‌شمار می‌رود.
با توجه به برخی نظرات گفته می‌شود این روستا همان شهر باستانی ایساتیس می‌باشد، پس از گذشت ده‌ها قرن بقایای شهر ایساتیس در دامنه شمالی روستا قابل مشاهده است. در متون محلی یزد نام این روستا همیشه در کنار روستای فهرج قرار داشته است. این روستا تا قرن هشتم ه‍.ق به عنوان یکی از شهرهای یزد مطرح بوده است. ابن بلخی در توصیفات خود از این شهر به جایگاه مهم کشاورزی آن می‌پردازد. پس از قرن هشتم ه‍.ق خویدک یکی از نواحی مهریجرد یا مهریز به‌شمار می‌رفته است.
خویدک در اصطلاح محلی به نام سرسبزی و همچنین نام یک نوع خربزه معروف است که در قدیم در روستا کاشته می‌شده است، مردم محلی آن را «ختک xetk» یا «خدک xedk» می‌خوانند و در کتب «خویدک xavidak» نامیده شده است.

## تاریخ و آثار باستانی
خویدک دارای آثار باستانی با ارزشی از جمله قلعه خویدک، مسجد جامع قدیم (احتمال می‌رود از اولین مساجد ایران باشد)، مسجد پنجه علی یا چهار میل (قدمگاه)، مسجد حاجی شمس، آسیاب آبی، قنات ۳۰۰۰ ساله، رخت شور خانه، تپه‌های شنی (تل ریگ) ،آب‌انبار حاج سید حسین و نخل ۲۰۰ ساله (که امروزه در مراسم عزاداری امام حسین با این نخل مراسم نخل برداری صورت می‌گیرد) می‌باشد.
قدمگاه مسجد «چهار میل» یکی دیگر از آثار باستانی روستا به‌شمار می‌رود که به شکل یک اتاق منفرد در کنار روستا قرار گرفته و یک سنگ که نشانهٔ پایی بر آن دیده می‌شود در گوشه ای از این مسجد نصب شده است. بر دیوار بنای این مسجد قطعه سنگ مرمرین مربوط به مقبرهٔ «محمد طالب بن حاجی الحرمین شاه حسین» متوفی در ۱۰۴۴ قابل مشاهده است.
قبرستانی بین خویدک و هرفته نیز وجود دارد که تمام قبرهای آن به سمت شیراز قرار دارد، که بنا به گفته «ساشا ریاحی مقدم» مشاور وقت اداره کل میراث فرهنگی استان یزد، مردم محلی اعتقاد دارند که مردمان دوران باستان، مردگانشان را به سمت تخت جمشید دفن می‌کرده‌اند اما سند یا پژوهشی در ارتباط با این فرضیه یافت نشده است.
در برخی از اسناد تاریخی، احداث روستا به دوره ساسانی و پادشاهی قباد نسبت داده می‌شود. بر اساس گفته‌های مفیدی اهالی این روستا پیش از اسلام یهودی بوده و این روستا از نخستین مکان‌هایی بوده که به تصرف مسلمین درآمده و مردم آن به اسلام گرویده‌اند. مردم محلی اعتقاد دارند که مردم خویدک در ابتدا به سمت قبله بیت‌المقدس نماز می‌گزارده‌اند و پس از مدتی به سمت مکه تغییر قبله داده‌اند. مسجد پنجه علی که در این روستاست وسازه آن برخلاف دیگر مساجد نسبت به قبله انحراف دارد، نیز می‌تواند تصدیقی بر این فرضیه تلقی گردد. بعضی مردم محلی نیز باور دارند این روستا جزو اولین و تنها مناطق یهودی نشین یزد است اما در مورد این فرضیه، مستندات تاریخی و پژوهش‌های کاملی وجود ندارد، زیرا روستاهای میبد و مهریز و برخی از محلات یزد نیز دارای مناطق یهودی نشین هستند و از سوی دیگر تمامی مساجد یزد به دلیل این که ابزار قبله‌یابی دقیقی در آن دوران وجود نداشته، معمولاً از سمت قبله کمی انحراف داشته‌اند، لذا در این زمینه نیاز به نحقیقات بیشتری می‌باشد . بر اساس ادعای دکتر پیام شمس الدینی در مقالهٔ جلوه‌هایی از همزیستی با کلیمیان یزد، و بر اسناد و قباله‌های موجود و با توجه به اظهار نظر برخی از اهالی، تا اوایل دههٔ ۱۳۳۰ ه‍. ش، چند خانوار یهودی در روستا زندگی می‌کرده‌اند. جالب آنکه گذرگاه و سرچشمهٔ قنات‌های مریم آباد ویعقوبی در خویدک است. قنات و ده یعقوبی توسط سرهنگ ابویعقوب، از سرداران ابومنصور فرامرز بن علاءالدوله کالنجار در سال ۴۳۲ ه‍.ق و در دوره سلجوقیان و آل کاکویه در بیرون از حصار یزد برای یهودیان ساخته شده بودند.
ورود سپاهیان اسلام به یزد برای گذشتن از آنجا برای رسیدن به مرو و خراسان بوده است. در تاریخ آمده است که خسرو پرویز برای احیای دوباره حکومت ساسانی گنج‌های بسیاری را در یزد مدفون می‌کند تا به دست اعراب نیفتد. در هنگام حمله اعراب به روستای خویدک و فهرج از اهالی این روستا خواسته می‌شود تا به اسلام روی آورند اما با حمله اهالی روستای خویدک و فهرج مواجه می‌شود که سبب قتل گروهی از صحابه می‌شود که محل آن درگیری هم‌اکنون در محلی به نام مجموعهٔ شهدای فهرج واقع در روستای فهرج می‌باشد. اسلام آوردن مردم این خطه در دوره خلفای راشدین صورت گرفته است.
در پژوهش‌های باستان‌شناسی سفالینه‌های مختلفی از دوران مختلف در روستا کشف شده است. سفال‌هایی که با توجه به تزئینات روی آنها، می‌توان آن‌ها را به دوره ساسانی و اوایل ورود اسلام به ایران نسبت داد. این روستا در قدیم سه محله پایین ده میان ده و بالا ده داشته است و به مرور زمان میان ده در دو محله ادغام می‌شود. از حدود سه دهه قبل بافت جدید به نام شهرک در این روستا شکل می‌گیرد. خوشبختانه امروزه عمده ساخت و سازهای جدید خارج از بافت تاریخی روستا صورت می‌گیرد. در دوران اوایل ورود اسلام به ایران بافت مسکونی خویدک در محدوده مسجد جامع آن قرار داشته و در دوران بعدی خصوصاً دوران آل مظفر بافت مسکونی روستا در محدوده ای از حسینیه بالا تا حسینیه پایین قرار گرفته است. یافته‌های باستان‌شناسی نشان می‌دهد که در دوره قاجار روند توسعه روستا در جهت شمال غربی و جنوب شرقی ادامه یافته بود.
در زمان‌های قدیم که راهزنان به روستاها حمله می‌کردند روستاییان برای حفظ جان خود به درون قلعه خویدک می‌رفتند. این قلعه بسیار گسترده است به‌طوری‌که گویااین قلعه خود یک روستای بزرگ بوده است. در چهار طرف این قلعه چهار برج قرار دارد که در این برج‌ها سوراخ‌هایی تعبیه شده به‌طوری‌که وقتی راهزنان به قلعه نزدیک می‌شدند افرادی که در برج بودند، بر آن‌ها تسلط کافی داشته‌اند و آن‌ها به وسیله تیر کمان‌های سنگی (منظور تیر وکمان‌هایی که به وسیله آن سنگ پرتاب می‌کردند) راهزنان را مورد حمله قرار می‌داده‌اند.

## خویدک در کتب تاریخی
ازکتاب یادگارهای یزد نوشته ایرج افشار به نقل از جامع مفیدی چنین آمده است که:
متوطنین فهرج و خویدک و فرافتر مجوس بودند و در زمان عمربن خطاب که لشکر اسلام به فرموده او طلب یزجرد شهریار … به خراسان می‌رفتند در میان ریگ شتران که در بیابان طبس است بعضی از آن لشکری که اکثر صحابه و تابعین بودند راه گم کردند و بعد از تردد و تعب بسیار در حدود فهرج از ریگ بیرون آمدند و مردم فهرج را به اسلام دعوت کردند آن جماعت مهلت خواستند و نزل و علوفه سرانجام کرده بیرون فرستادند و مردم خویدک و فرافتر را طلبیده به ایشان مشورت نمودند و ایشان در قبول اسلام ابا نمودند و گفتند ما از دین قدیم بر نگردیم و با هم اتفاق نموده شبیخون برلشکر اسلام آوردند و بسیاری از صحابه و تابعین را شهید کردند مثل حویطب بن هانی خواهر زاده حضرت امیرالمؤمنین علی (ع)... و به جهت این حرکت شنیع خرابی در قریه فرافتر راه یافته به مرور خراب شد الحال از آن اثری باقی نمانده الا بعضی دیوارهای قلعه که جهت عبرت برجاست…

## جمعیت
بر پایه سرشماری عمومی نفوس و مسکن در سال ۱۳۹۵، جمعیت این روستا برابر با ۸۳۴ نفر (۲۵۲ خانوار) بوده است.